# Метагалактика
Наблюда́емая Вселе́нная — понятие в космологии Большого взрыва, описывающее сферическую по форме часть Вселенной, содержащую всю материю, доступную для прямого наблюдения с Земли. С точки зрения пространства это область, из которой излучение от любой видимой материи успело за время существования Вселенной (около 13,8 миллиарда лет) достичь нынешнего местоположения Земли, и тем самым стать наблюдаемым. Диаметр наблюдаемой Вселенной оценивается в 93 миллиарда световых лет. Границей наблюдаемой Вселенной является космологический горизонт, объекты на нём имеют бесконечное красное смещение. Число галактик в наблюдаемой Вселенной оценивается более чем в 500 миллиардов. Любая точка Вселенной имеет свою зону наблюдаемой Вселенной, в данной статье это понятие описывается относительно Земли.
Часть наблюдаемой Вселенной, доступной для изучения современными астрономическими методами, называется Метагала́ктикой; она расширяется по мере совершенствования приборов. За пределами Метагалактики располагаются гипотетические внеметагалактические объекты. Метагалактика может быть или малой частью Вселенной, или почти всей.
Сразу после своего появления Метагалактика начала расширяться однородно и изотропно. В 1929 году Эдвином Хабблом была обнаружена зависимость между красным смещением галактик и расстоянием до них (закон Хаббла). На нынешнем уровне представлений она трактуется как расширение Вселенной.
Некоторые теории (например, большинство инфляционных космологических моделей) предсказывают, что полная Вселенная имеет размер намного больший, чем наблюдаемая.
Теоретически граница наблюдаемой Вселенной доходит до самой космологической сингулярности, однако на практике границей наблюдений является реликтовое излучение. Именно оно (точнее, поверхность последнего рассеяния) является наиболее удалённым из объектов Вселенной, наблюдаемых современной наукой. В то же время в настоящий момент, по мере хода времени, наблюдаемая поверхность последнего рассеяния увеличивается в размерах, так что границы Метагалактики растут, и растёт, например, масса наблюдаемого вещества во Вселенной.
Наблюдаемую Вселенную можно, хотя и грубо, представлять как шар с наблюдателем в центре. Расстояния в пределах Метагалактики измеряются в терминах «красного смещения», z.
Ускорение расширения наблюдаемой Вселенной означает, что в природе имеется не только всемирное тяготение (гравитация), но и всемирное антитяготение (тёмная энергия), которое преобладает над тяготением в наблюдаемой Вселенной.
Метагалактика не только однородна, но и изотропна.
В гипотезе «раздувающейся Вселенной» из ложного вакуума вскоре после появления Вселенной могла образоваться не одна, а множество метагалактик (в том числе и наша).
В некоторых случаях понятия «Метагалактика» и «Вселенная» приравнивают.

## Основные параметры
Гравитационный радиус всей нашей Вселенной сравним с радиусом наблюдаемой её части. Гравитационный радиус Метагалактики {\displaystyle r_{g}=2GM_{**}/c^{2}}, где G — гравитационная постоянная, с — скорость света в вакууме, {\displaystyle M_{**}} — характерная масса Метагалактики. Масса наблюдаемой части Вселенной — больше 1053 кг. В наше время средняя плотность вещества Метагалактики ничтожно мала, она близка к величине 10−27 кг/м3, что эквивалентно массе всего нескольких атомов водорода на один кубический метр пространства. В наблюдаемой части Вселенной более 1087 элементарных частиц, при этом основную часть этого количества составляют фотоны и нейтрино, а на частицы обычной материи (нуклоны и электроны) приходится незначительная часть — порядка 1080 частиц.
Согласно экспериментальным данным, фундаментальные физические постоянные не изменялись за характерное время существования Метагалактики.

### Размер
Размер наблюдаемой Вселенной из-за нестационарности её пространства-времени — расширения Вселенной — зависит от того, какое определение расстояния принять. Сопутствующее расстояние до самого удалённого наблюдаемого объекта — поверхности последнего рассеяния реликтового излучения — составляет около 14 миллиардов парсеков или 14 гигапарсеков (46 миллиардов или 4,6⋅1010 световых лет) во всех направлениях. Таким образом, наблюдаемая Вселенная представляет собой шар диаметром около 93 миллиардов световых лет и центром в Солнечной системе (месте пребывания наблюдателя). Объём Вселенной примерно равен 3,5⋅1080 м3 или 350 квинвигинтиллионов м³, что примерно равняется 8,2⋅10180 планковских объёмов. Свет, испущенный самыми удалёнными наблюдаемыми объектами вскоре после Большого взрыва, прошёл до нас лишь 13,8 млрд световых лет, что значительно меньше, чем сопутствующее расстояние 46 млрд св. лет (равное текущему собственному расстоянию) до этих объектов, ввиду расширения Вселенной. Кажущееся сверхсветовое расширение горизонта частиц Вселенной не противоречит теории относительности, так как эта скорость не может быть использована для сверхсветовой передачи информации и не является скоростью движения в инерциальной системе отсчёта какого-либо наблюдателя.
Самый удалённый от Земли наблюдаемый объект (известный на 2016 год), не считая реликтового излучения, — галактика, получившая обозначение GN-z11. Она имеет красное смещение z = 11,1, свет шёл от галактики 13,4 миллиарда лет, то есть она сформировалась менее чем через 400 миллионов лет после Большого взрыва. Вследствие расширения Вселенной, сопутствующее расстояние до галактики составляет около 32 миллиардов световых лет. GN-z11 в 25 раз меньше Млечного Пути по размеру и в 100 раз меньше по массе звёзд. Наблюдаемая скорость звездообразования оценочно в 20 раз превышает современную для Млечного Пути.

## Наиболее удалённые объекты
Наиболее удалённым астрономическим объектом, определённым по состоянию на август 2024 года, является галактика, обозначенная как JADES-GS-z14-0. В 2009 году было обнаружено, что гамма-всплеск GRB 090423 имеет красное смещение, равное 8,2, что указывает на то, что вызвавшая его коллапсирующая звезда взорвалась, когда Вселенной было всего 630 миллионов лет. Всплеск произошёл примерно 13 миллиардов лет назад, поэтому в средствах массовой информации широко упоминалось расстояние примерно в 13 миллиардов световых лет, а иногда и более точная цифра — 13,035 миллиарда световых лет.
Это должно быть «расстояние прохождения света» (см. измерения расстояния в космологии), а не «собственное расстояние», используемое как в законе Хаббла, так и при определении размера наблюдаемой Вселенной. Космолог Нед Райт выступает против использования этой меры. Собственное расстояние для красного смещения, равного 8,2, составляло бы около 9,2 гигапарсек, или около 30 миллиардов световых лет.

## Внеметагалактические объекты
Внеметагалактические объекты — гипотетические миры, которые возникают в результате фазовых переходов физического вакуума вне и независимо от образованной в результате Большого Взрыва нашей наблюдаемой Вселенной. По сути своей, они являются параллельными вселенными, и входят в состав бо́льших структур: Вселенной или Мультивселенной. Могут пульсировать, расширяясь и сжимаясь с точки зрения внешнего наблюдателя.
В гипотезе «антропного принципа» другие Метагалактики — это миры иных фундаментальных констант.

## Нерешённые вопросы физики, связанные с наблюдаемой Вселенной
Почему в наблюдаемой Вселенной существует только обычная материя, а антиматерия рождается только в ограниченных масштабах?

## Крупномасштабная структура Вселенной
Уже в начале XX века было известно, что звёзды группируются в звёздные скопления, которые, в свою очередь, образуют галактики. Позже были найдены скопления галактик и сверхскопления галактик. Сверхскопление — самый большой тип объединения галактик, включает в себя тысячи галактик. Форма таких скоплений может быть различна: от цепочки, такой как цепочка Маркаряна, до стен, как великая стена Слоуна. Разумно было бы предположить, что эта иерархия распространяется дальше на сколь угодно много уровней, но в 1990-е Маргарет Геллер и Джон Хукра выяснили, что на масштабах порядка 300 мегапарсек Вселенная практически однородна и представляет собой совокупность нитевидных скоплений галактик, разделённых областями, в которых практически нет светящейся материи. Эти области (пустоты, войды, англ. voids) имеют размер порядка сотни мегапарсек.
Нити и пустоты могут образовывать протяжённые относительно плоские локальные структуры, которые получили название «стен». Первым таким наблюдаемым сверхмасштабным объектом стала Великая Стена CfA2, находящаяся в 200 миллионах световых лет от Земли и имеющая размер около 500 млн св. лет и толщину всего 15 млн св. лет. Последними являются открытая в ноябре 2012 года Громадная группа квазаров, имеющая размер 4 млрд св. лет и открытая в ноябре 2013 года Великая стена Геркулес-Северная Корона размером 10 млрд св. лет.